# Eukiefferiella seiryufegea
Eukiefferiella seiryufegea är en tvåvingeart som beskrevs av Sasa, Suzuki och Sakai 1998. Eukiefferiella seiryufegea ingår i släktet Eukiefferiella och familjen fjädermyggor. Inga underarter finns listade i Catalogue of Life.